# Kimula
Kimula is een geslacht van hooiwagens uit de familie Minuidae.
De wetenschappelijke naam Kimula is voor het eerst geldig gepubliceerd door C.J.Goodnight & M.L.Goodnight in 1942. 

## Soorten
Kimula omvat de volgende 8 soorten:
- Kimula banksi
- Kimula botosaneanui
- Kimula cokendopheri
- Kimula elongata
- Kimula goodnightiorum
- Kimula levii
- Kimula tuberculata
- Kimula turquinensis